# Pokoli v vzhodni coni
Pokoli v vzhodni cone se nanašajo na množične poboje, ki so jih storili Rdeči Kmeri v vzhodni regiji Demokratične Kampučije leta 1978 med kamboškim genocidom. Pokoli se razlikujejo od preganjanj in umorov strokovnjakov, intelektualcev in etničnih manjšin, ki so jih Rdeči Kmeri zagrešili v preostalem delu države, ker so bili poboji posledica čistke, do katere je prišlo v vrstah Rdečih Kmerov.                    

## Ozadje
Vzhodna regija Kambodže meji na Vietnam in je bila tudi regija, kjer so kamboški diktator Pol Pot in njegovi kadri začeli izvajati svoj gverilski boj. Po zavzetju Phnom Penha so vzhodno regijo vodili kadri, ki so bili tesneje povezani z Vietnamom in ne z osrednjim partijskim centrom. Pol Pot je sumil v lojalnost voditeljev vzhodnih vej in si prizadeval odstraniti vrste elementov, ki so se mu zdeli preveč zmerni. Preganjanja in rutinske "evakuacije" ljudi na Zahod so leta 1978 prerasli v invazijo vojske partijskega centra na vzhodno cono Kambodže. 

## Pokoli
Vrsta množičnih pobojev, ki so se zgodili leta 1978, je bila najresnejša od vseh pobojev, ki so se zgodili med genocidom Pol Potovega komunističnega režima. Poboje so opisali kot "množične in nediskriminatorne čistke znotraj partije, vojske in ljudstva". Ocenjuje se, da je bilo v zadnjih šestih mesecih leta 1978 od približno 1,5 milijona prebivalcev vzhodne cone ubitih 250.000 ljudi. Za pokole v tej regiji je bil odgovoren Son Sen, tesen Pol Potov tesen sodelavec. Številni kadri Rdečih Kmerov so pobegnili v Vietnam, da bi se izognili čistkam, eden od njih je bil Hun Sen, ki se je pozneje vrnil kot eden od voditeljev uporniške vojske, ki jo je sestavil Vietnam, in postal predsednik vlade Kambodže. 

## Drugi pokoli v vzhodni coni s strani Rdečih Kmerov
Istočasno so kadri Rdečih Kmerov pobili tudi na stotine tisoče Kmerov v drugih conah, potem ko so jih tja deportirali iz vzhodne cone.
Vsi Kmeri iz vzhodnega območja so bili prisiljeni nositi modre rute, da bi jih komunisti zlahka prepoznali za usmrtitev.
Eden od očividcev se spominja, kako je v Battambang prispel vlak s 3000 ljudmi iz vzhodne cone, vse te ujetnike pa so v najkrajšem času usmrtili.